# Vysoké Mýto (nádraží)
Vysoké Mýto je dopravna D3 (někdejší železniční stanice) v severozápadní části města Vysoké Mýto v okrese Ústí nad Orlicí v Pardubickém kraji nedaleko říčky Loučné. Leží na neelektrifikované jednokolejné trati Choceň – Litomyšl. V těsné blízkosti stanice je umístěno městské autobusové nádraží. Ve Vysokém Mýtě se dále nachází železniční zastávka Vysoké Mýto město.

## Historie
Název Vysoké Mýto nesla původně železniční stanice v Zámrsku na trase z Olomouce do Prahy, vzdálená přibližně 7 kilometrů od Vysokého Mýta, dosažení železnice z města představovalo hodinu cesty povozem.
První železniční dráha měla být vybudována pod koncesí z roku 1870 z Hlinska přes Litomyšl do Ústí nad Orlicí, nicméně z finančních důvodů nakonec stavba nebyla zahájena. Projekt dráhy z Chocně do Litomyšle zahájilo Vysoké Mýto, ale teprve po spojení s Litomyšlí se dráhu povedlo roku 1879 získat. Trať otevřela 22. října 1882 Rakouská společnost státní dráhy (StEG) s koncovou stanicí v Litomyšli.
Po zestátnění StEG v roce 1908 pak obsluhovala stanici jedna společnost, Císařsko-královské státní dráhy (kkStB), po roce 1918 pak správu přebraly Československé státní dráhy.

## Popis
Nacházejí se zde dvě úrovňová nástupiště, k příchodu k vlakům slouží přechody přes koleje.